# عبدالسلام (دانشجو)
عبدالسلام (۲۷ نوامبر ۱۹۲۵ — ۷ آوریل ۱۹۵۲) یکی از دانشجویان کشته شدهٔ جنبش زبان بنگالی بود که در بنگال شرقی (بنگلادش کنونی), در سال ۱۹۵۲ رخ داد. He is considered a martyr in Bangladesh.